# Волшебная девочка
«Волшебная девочка» (англ. Magical Girl) — кинофильм режиссёра Карлоса Вермута, вышедший на экраны в 2014 году.

## Сюжет
Луис — отец 12-летней Алисии, смертельно больной лейкемией, — узнаёт, что его дочь увлекается аниме в жанре махо-сёдзё и больше всего на свете мечтает получить костюм маленькой волшебницы, своей любимой героини. Однако денег у Луиса совершенно нет, уже полгода он сидит без работы, и достать нужную сумму за короткий срок не представляется возможным. Однажды, бродя по городу и уже подумывая об ограблении, он знакомится с Барбарой, женой богатого психиатра. Скучающая и не слишком счастливая женщина изменяет мужу с Луисом. На следующий день мужчина понимает, что этот случай можно использовать для получения денег и начинает шантажировать Барбару, угрожая рассказать всё мужу...

## В ролях
- Хосе Сакристан — Дамиан
- Барбара Ленни — Барбара
- Луис Бермехо — Луис
- Лусия Польян — Алисия
- Исраэль Элехальде — Альфредо
- Марисоль Мембрильо — Марисоль
- Эва Льорак — Лаура
- Микель Инсуа — Оливер

## Награды и номинации
- 2014 — приз «Золотая раковина» за лучший фильм и приз «Серебряная раковина» за лучшую режиссуру на кинофестивале в Сан-Себастьяне.
- 2015 — премия «Гойя» за лучшую женскую роль (Барбара Ленни), а также 5 номинаций: лучший режиссёр (Карлос Вермут), лучший оригинальный сценарий (Карлос Вермут), лучшая мужская роль (Луис Бермехо), лучшая мужская роль второго плана (Хосе Сакристан), лучший актёрский дебют (Исраэль Элехальде).
- 2015 — номинация на премию «Гауди» за лучший европейский фильм.
- 2015 — участие в Роттердамском кинофестивале.